# Vlag van Hunsel

gemeentevlag van Hunsel
(1982-2007)

De vlag van Hunsel is op 26 januari 1982 bij raadsbesluit vastgesteld als gemeentelijke vlag van de voormalige Limburgse gemeente Hunsel. De vlag kan als volgt worden beschreven:
Zeven banen geel-rood-geel-rood-geel-rood-geel, waarvan de hoogten zich verhouden als 5:2:2:2:2:2:5, met over alles heen een zwarte tweekoppige adelaar ter hoogte van 4/5 van de vlaghoogte en in de broektop of bovenhals een rode hoorn ter hoogte 1/10 van de vlaghoogte.
Het ontwerp van de vlag is afgeleid van het gemeentewapen, waarbij de verschillende velden uit het wapen in een vereenvoudigde vorm ineen zijn geschoven. De adelaar stond voor de Rijksabdij Thorn (Ittervoort, Haler en Ell) en voor de Rijksheerlijkheid Kessenich (Hunsel). De rode banen op geel en de rode hoorn stonden voor het Graafschap Loon en de graven van Horne. Neeritter was historisch met beide verbonden.
In 2007 ging Hunsel samen met Haelen, Heythuysen en Roggel en Neer op in de fusiegemeente Leudal. Hiermee kwam de vlag als gemeentevlag te vervallen. 

## Verwante afbeelding

Wapen van Hunsel

Ambt Montfort 
· Amby 
· Arcen en Velden 
· Baexem 
· Beegden 
· Belfeld 
· Bemelen 
· Berg en Terblijt 
· Bocholtz 
· Born 
· Broekhuizen 
· Cadier en Keer 
· Echt 
· Eijsden 
· Elsloo 
· Eygelshoven 
· Geleen 
· Grathem 
· Grubbenvorst 
· Haelen 
· Heel 
· Heel en Panheel 
· Heer 
· Helden 
· Herten
· Heythuysen 
· Hoensbroek 
· Horn 
· Horst 
· Hulsberg 
· Hunsel 
· Kessel 
· Klimmen 
· Limbricht 
· Linne 
· Maasbracht 
· Maasbree 
· Margraten 
· Meerlo-Wanssum 
· Meijel 
· Melick en Herkenbosch 
· Montfort 
· Munstergeleen 
· Neer 
· Nieuwenhagen 
· Nieuwstadt 
· Nuth 
· Ohé en Laak 
· Onderbanken 
· Ottersum 
· Posterholt 
· Roggel 
· Roggel en Neer 
· Schaesberg 
· Schinnen 
· Sevenum 
· Sint Odiliënberg 
· Sittard 
· Stevensweert 
· Stramproy 
· Susteren 
· Swalmen 
· Tegelen 
· Thorn 
· Ubach over Worms 
· Ulestraten 
· Urmond 
· Valkenburg-Houthem 
· Vlodrop 
· Wessem 
· Wittem